# Silvio Fiorillo
Silvio Fiorillo (Capua, 1560-1570 circa – prima del 1632) è stato un attore teatrale e commediografo italiano, interprete della Commedia dell'Arte.

## Biografia
Le notizie biografiche su Fiorillo sono molto limitate: figlio del commediografo Tiberio Fiorillo, sappiamo che proveniva da Capua e che si aggregò alla Compagnia degli Uniti, una compagnia teatrale che operò in Italia e in Europa tra il 1578 e il 1640. 
Nella compagnia, Fiorillo vestiva la maschera di Capitan Matamoros, ma sarebbe stato Pulcinella a renderlo famoso: sembra, infatti, che sia stato il primo attore a creare e a interpretare il personaggio napoletano.
Come commediografo, fu autore di importanti commedie:
- 1605 L'amor giusto, egloga pastorale in Napolitana e toscana lingua di Silvio Fiorillo da Capua detto capitano di Mattamoros
- 1611 La ghirlanda
- 1611 Li capitani vanagloriosi
- 1632 La Lucilla costante con le ridicole disfide e prodezze di Policinella (scritta nel 1609 ma pubblicata dopo la morte dell'autore).